# Chris Brochu
Chris Brochu (* 25. Juni 1989) ist ein US-amerikanischer Schauspieler und Sänger. Sein Durchbruch war die Rolle des Ray Beech im Disney Channel Original Movie Lemonade Mouth – Die Geschichte einer Band.

## Leben und Karriere
Brochu wurde im Juni 1989 geboren. Sein Bruder Doug und seine Schwester Kaitlyn sind ebenfalls im Schauspielbereich tätig.
In der Serie Hannah Montana hatte er als Dex einen Gastauftritt und begann somit seine Karriere. Danach hatte er Gastauftritte in den Nickelodeon-Serien Unfabulous und Zoey 101. 2008 spielte er die Rolle des Riley in dem Fernsehfilm Solar Flare. Außerdem war er noch in The Mentalist und Melissa & Joey zu sehen. An der Seite von AnnaSophia Robb spielte er 2011 in dem Film Soul Surfer die Rolle des Timmy.
Seine bis jetzt bekannteste Rolle ist die des Ray Beech in dem Disney Channel Original Movie Lemonade Mouth – Die Geschichte einer Band an der Seite von Bridgit Mendler.  Als Nächstes drehte er den Film Truth Be Told, in dem er die Rolle des Kenny Crane spielt. Ab März 2014 verkörpert er die Rolle des Luke in der The-CW-Fernsehserie Vampire Diaries.
Er ist Songschreiber und Frontmann der Band Fall Into Faith.

## Filmografie (Auswahl)
- 2007: Hannah Montana (Fernsehserie, Episode 2x05)
- 2007: Zoey 101 (Fernsehserie, Episode 3x23)
- 2007: Unfabulous (Fernsehserie, Episode 3x06)
- 2008: Solar Flare
- 2009: The Mentalist (Fernsehserie, Episode 2x10)
- 2011: Melissa & Joey (Fernsehserie, 2 Episoden)
- 2011: Soul Surfer
- 2011: Lemonade Mouth – Die Geschichte einer Band (Lemonade Mouth, Fernsehfilm)
- 2011: So Random! (Fernsehserie, Episode 1x16)
- 2011: Truth Be Told
- 2012: Awake (Fernsehserie, Episode 1x07)
- 2012: Navy CIS: L.A. (NCIS: Los Angeles, Fernsehserie, Episode 4x10)
- 2013: CSI: NY (Fernsehserie, Episode 9x12)
- 2014: Vampire Diaries (The Vampire Diaries, Fernsehserie, 6 Episoden)
- 2019: Der Denver-Clan (Dynasty, Fernsehserie, Episode 2x16)
- 2019: Leave No Man Behind – Der Feind in den eigenen Reihen (Peace)
- 2021: Zero Contact
- 2024: The Big Cigar (Miniserie)